# Shairon Martis
Shairon Martis, né le 30 mars 1987 à Willemstad (Curaçao), est un joueur néerlandais de baseball évoluant dans les Ligues majeures sous contrat chez les Twins du Minnesota. C'est un lanceur partant droitier. 

## Carrière

### Ligues mineures
Vainqueur des Senior League World Series en 2002 avec une équipe de Curaçao, Shairon Martis est recruté comme agent libre amateur le 10 février 2004 par les Giants de San Francisco. Encore joueur de Ligues mineures, il est échangé contre Mike Stanton des Nationals de Washington le 28 juillet 2006.
Il est sélectionné au All-Star Futures Game le 13 juillet 2008.

### Ligue majeure
Martis fait ses débuts en Ligue majeure le 4 septembre 2008 sous l'uniforme des Nationals. Il devient ainsi le dixième athlète né à Curaçao à atteindre les majeures. Il joue quatre matches comme lanceur partant en cette fin de saison, pour une victoire et trois défaites.
Son début de saison 2009 est excellent, avec cinq victoires sans défaite lors de ses sept premiers matches. Il réussit son premier match complet le 2 mai.
Après deux années (2010 et 2011) dans les ligues mineures pour des clubs-école des Nationals, Martin signe le 23 novembre 2011 un contrat des mineures avec les Pirates de Pittsburgh. Les Pirates l'échangent le 26 juin 2012 aux Twins du Minnesota.

### Équipe des Pays-Bas
Il est présent à la Classique mondiale de baseball 2006 avec l'équipe des Pays-Bas. Il signe un match sans point ni coup sûr sur sept manches face au Panama. Le match est interrompu après sept manches en raison de l'écart au score.